# 水姓
水姓(古音：式轨切，shueyx)是一個漢字姓氏，在《百家姓》中排名第38位。水姓在历史上出现较晚，明朝时有水苏民，无锡人，洪武初年担任邵武知县。《中国人名大辞典》中收录水姓3例。

## 起源
- 相传大禹治水时，其族人以水为姓。
- 以水为姓，中国类似姓氏还有河姓、湖姓等等。
- 由“水丘”姓演化而来。

## 延伸阅读
[在维基数据编辑]
 《百家姓》
 《欽定古今圖書集成·明倫彙編·氏族典·水姓部》，出自陈梦雷《古今圖書集成》
1. ↑  . cnkgraph.com.   [2024-08-25]. （原始内容存档于2024-08-25）.